# Ізніцька кераміка

Тарілка з розкопок Аккерманської фортеці. Експозиція Білгород-Дністровського краєзнавчого музею

Ізніцька кераміка — вид декоративно-ужиткового мистецтва, пов'язаний із виробництвом широкого спектра художніх та утилітарних керамічних виробів у турецькому місті Ізнік (переважно османського періоду).

## Історія
Керамічне виробництво в Ізніку (колишнє візантійське місто Нікея) склалося принаймні в останній чверті XV століття.
Становлення великого керамічного центру в Ізніку відповідало, перш за все, потребам монументального зодчества — оформлення інтер'єрів мечетей і палаців швидко зростаючих міст Османської держави, і, в першу чергу, Стамбула. У період найвищого підйому і розквіту Османської держави, її швидкого територіального розширення і відповідного зростання багатства її еліти, нечисленні керамічні майстерні Малої Азії вже не могли забезпечити всезростаючий попит на кахлі. Об'єктивними факторами розвитку великого виробництва кераміки, насамперед, будівельної, в Ізнику були:
- наявність потужної сировинної бази (високоякісної білої глини);
- постійно зростаючий попит на подібні вироби;
- відносна близькість до столиці — головного замовника і споживача продукції.

В результаті у майстернях Ізника була опрацьована технологія виготовлення керамічної продукції з м'якої силікатної формувальної маси білого або рожевого кольору, покритої прозорою безбарвною свинцево-лужною поливою.
Відмінною рисою цієї області ремесла стало формування і розвиток мистецтва мініатюрного живопису на керамічних виробах, що дозволили перейти до побудови панно і сюжетних творів, прикрасити численні мечеті і палаци. Класичним прикладом палацового інтер'єру є комплекс Топкапи в Стамбулі, що втілив кращі традиції і стилі художньої кераміки Ізника.
Будівельна кераміка швидко завоювала панівне положення в керамічному виробництві — по відношенню до неї на державному рівні проводилася політика протекціонізму. Посуд, таким чином, розглядався як побічний вид виробів. Тим не менш, він призначався для вжитку у середовищі вищих кіл османського суспільства і носив елітарний характер.

## Типологія

Керамічні вироби Ізніка

Дослідник турецької кераміки А. Лейн виділяє три типологічні зразки ізникської кераміки, пов'язані з її хронологічним розвитком.
1. Ізнік І («Авраам із Кютах'ї», 1490—1525). Переважає синьо-біла кольорова гама, відчутним є середньоазійські та китайські впливи.
2. Ізнік ІІ («Дамаск», 1525—1525). Розширюється кольорове виконання — додаються оливково-зелений, світло-рожевий, пурпуровий, коричневий і сірий кольори. Зображення стають крупними і потужними, містять троянди, тюльпани, гвоздики, гранати, перисті листки і дерева. Широко вживаються арабески.
3. Ізнік ІІІ («Родос», 1525—1700). Вирізнялася дуже високою якістю продукції, з використанням поливи і підполив'яного розпису по білій глині. Тут інтенсивно використовується чорний контур зображень, у той же час вводяться яскраві мідно-зелений, ультрамариново-блакитний і томатно-червоний кольори. Часто використовуються зображення всіх видів анімалістичних мотивів, фантастичних істот, таких як гарпії і дракони, кораблі та інші плавальні засоби, а також геометричні мотиви[1].

Остаточно мануфактура припинила існування в кінці XVIII століття. У сучасній Туреччині керамічний центр Ізника і його майстерні працюють за тими ж технологіям, що і середньовічні майстри, значною мірою насичуючи туристичну галузь турецької економіки.

## Імпорти кераміки
Кераміка Ізніка поширювалась як по території Османської імперії, так і далеко за її межами. В Єгипті і Північній Африці набули використовувались кахлі Ізника. Основним пунктом ввезення ізникських виробів в Італію була Венеція, де осідала значна частка імпорту. Крім того, турецькі та італійські купці завозили посуд в Англію, Голландію та Німеччину. Більшого поширення ця кераміка, здебільшого, посуд, набула в османських провінціях на території сучасних Румунії, Болгарії та Угорщини. У Криму, Приазов'ї і на Кавказі знахідки ізникського посуду також є частими. Імпортувалася така кераміка й до Москви.
Зразки ізніцького посуду були знайдені у Києві на території Михайлівського Золотоверхого монастиря та інших монастирських будівель неподалік Печерської лаври, де вона була у вжитку представників вищих верств духовенства.